# Fronte Patriottico (Zambia)
Il Fronte Patriottico (in inglese: Patriotic Front, PF) è un partito politico zambiano di orientamento socialdemocratico fondato nel 2001 da Michael Sata, a seguito di una scissione dal Movimento per la Democrazia Multipartitica, dopo che era stato designato, in qualità di candidato alle elezioni presidenziali, Levy Mwanawasa.
Leader del partito è Edgar Lungu, Presidente della Zambia dal 2015.

## Risultati

### Elezioni presidenziali
| Elezione           | Candidato    | Voti      | %     | Esito      |
| ------------------ | ------------ | --------- | ----- | ---------- |
| Presidenziali 2001 | Michael Sata | 59 172    | 3,3   | Non eletto |
| Presidenziali 2006 | Michael Sata | 804 748   | 29,4  | Non eletto |
| Presidenziali 2008 | Michael Sata | 683 150   | 38,1  | Non eletto |
| Presidenziali 2011 | Michael Sata | 1 170 966 | 42,8  | Eletto     |
| Presidenziali 2015 | Edgar Lungu  | 807 925   | 48,8  | Eletto     |
| Presidenziali 2016 | Edgar Lungu  | 1 860 877 | 50,35 | Eletto     |

### Elezioni parlamentari
| Elezione          | Voti      | %     | Seggi    |
| ----------------- | --------- | ----- | -------- |
| Parlamentari 2001 | 49 362    | 2,82  | 1 / 150  |
| Parlamentari 2006 | 622 864   | 22,96 | 43 / 150 |
| Parlamentari 2011 | 1 037 108 | 38,42 | 60 / 150 |
| Parlamentari 2016 | 1 537 946 | 42,01 | 80 / 156 |